# شهرداری رزکنه
شهرداری رزکنه (به لاتین: Rēzekne Municipality) یک شهرداری در لتونی است. شهرداری رزکنه ۳۲٬۱۳۰ نفر جمعیت دارد.